# Boí Taüll
Boí Taüll est une station de ski située à La Vall de Boí, dans les Pyrénées espagnoles, province de Lérida (Catalogne). Cette station a la particularité d'être la plus haute des Pyrénées, avec une cote minimale de 2 020 m et une cote maximale de 2 751 m. Le domaine skiable, exclusivement alpin, compte une quarantaine de kilomètres répartis sur 550 hectares.

## Cyclisme
Boí Taüll fut en l'arrivée de la 4e étape du tour de Catalogne 2022. L'étape fut remportée par João Almeida tandis que Nairo Quintana arrivé juste derrière prenait le maillot de leader.